# Anihilare

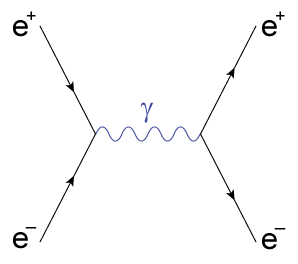
Un electron și antiparticula sa, un pozitron, intră în coliziune pentru a se transforma într-un foton, care apoi se descompune înapoi într-un pozitron și un electron

Anihilarea este definită ca o "distrugere totală" a unui obiect. Cuvânt în sine provine din latinescul nihil (nimic). Prin traducere literala, este procesul în care un obiect este nimicit.
Termenul este folosit in domeniul fizicii pentru a desemna procesul în care o particulă subatomică intră în coliziune cu antiparticula sa (imagine). Din moment ce energia și impulsul (cantitatea de mișcare) trebuie conservate, particulele nu sunt de fapt "nimicite", ci transformate in alte particule.
Pe parcursul unei anihilări care implică puțină energie, producerea de fotoni este preferată, dat fiind că aceste particule nu au masă in repaus. Dar, anihilările care implică înaltă energie, o gamă variată de particule grele pot fi create.

## Exemple de anihilări
Când un electron de energie joasă se anihilează cu un pozitron de energie joasă, tot ce poate rezulta sunt doi fotoni (raze gamma) cu energia de 0,511MeV și lungimea de undă 0,023 Å, fiindcă energia nu este suficientă pentru a se produce particule mai grele. Dar, în cazul în care una sau ambele particule poartă energie cinetică multă, diverse alte particule se pot forma. Reprezentarea simbolică a acestei anihilări este:
{\displaystyle e^{+}+e^{-}\to 2\gamma \,}